# Mantella baroni
Mantella baroni é uma espécie de anfíbio da família Mantellidae.
É endémica de Madagáscar.
Os seus habitats naturais são: florestas subtropicais ou tropicais húmidas de baixa altitude, regiões subtropicais ou tropicais húmidas de alta altitude, rios e florestas secundárias altamente degradadas.
É comumente conhecida como mantella-de-Baron, rã-dourada-variegada ou rã-venenosa-de-Madagascar. A espécie foi descrita em 1888 por George Albert Boulenger, que a batizou com o nome de seu coletor, Richard Baron. Foi classificada como uma espécie pouco preocupante pela União Internacional para a Conservação da Natureza devido à sua distribuição relativamente ampla, mas está ameaçada pela perda de habitat. A dieta da rã inclui ácaros, que fazem com que ela acumule alta concentração de alcaloides na pele, tornando-a tóxica. As cores brilhantes podem servir como um sinal de alerta para predadores potenciais da toxicidade da rã. 